# Carlos Alonso Sánchez
Carlos Alonso Sánchez (Castromocho, 1900-¿Palencia?, ¿?) fue un político republicano y abogado español en el ámbito del castellanismo. 

## Biografía
Acabó los estudios de Bachillerato en el Instituto de Palencia en 1917 y se licenció en Derecho por la Universidad de Valladolid en 1922. 
En 1928, a iniciativa suya, el Ayuntamiento de Palencia organizó la Exposición del Libro Palentino; por entonces "el culto abogado palentino" era director de la Biblioteca Circulante.
Durante la II República, simultaneó la profesión de abogado con la actividad política. Trabajó en casos, fundamentalmente civiles y penales, en la ciudad de Palencia y en varias localidades de la provincia (Saldaña, Cervera de Pisuerga, Venta de Baños, etc.).
Al inicio de la II República, publicó El problema fundamental de España (breviario republicano): ensayos (1931), obra en la que se lamentaba de que Castilla no hubiera tenido voz propia en el Pacto de San Sebastián (agosto de 1930). Evolucionó desde el villanovismo (oposición al Estatuto catalán) al castellanismo autonomista.
Fue afiliado del Partido Republicano Radical Socialista, y encabezó a un grupo disidente de dicho partido que, en mayo de 1932, fundó una nueva formación claramente regionalista, La Izquierda Castellana. Esta formación política tuvo una vida muy corta, ya que en las elecciones generales de noviembre de 1933 Carlos Alonso concurrió como independiente en la candidatura Castellanista-Agraria-Republicana. 
En 1935, Carlos Alonso Sánchez fue nombrado vicedirector de la Sociedad Económica de Amigos del País.
En mayo de 1936, Carlos Alonso Sánchez era miembro de la Asociación de Escritores Regionalistas Castellanos y tesorero de la misma. El fin último de esta asociación, como se desprende de su estructura, era la construcción de Castilla como conjunto de Castilla la Vieja-León y Castilla la Nueva.
El 2 de julio de 1936, dos semanas antes de producirse el estallido de la Guerra Civil (1936-1939), Carlos Alonso participó en la formación de la Comisión redactora del anteproyecto del Estatuto de Autonomía castellano-leonés, que no pudo ser redactado por el inicio del conflicto bélico y porque la región pasó a estar controlada por los sublevados.
Fue encarcelado durante la Guerra Civil. Tras la guerra, Carlos Alonso Sánchez fue encausado por "delitos" políticos, según ficha del TERMC, e inculpado por el Tribunal de Responsabilidades Políticas. En diciembre de 1940, el Juez Provincial de Responsabilidades Políticas de Palencia, Manuel Grande Covián, instruía expediente de responsabilidades políticas contra Carlos Alonso Sánchez, "abogado, mayor de edad, soltero; natural de Castromocho y vecino de esta ciudad".
En 1955, Carlos Alonso Sánchez era director de la revista palentina Astrea, revista de la abogacía y de la toga. La revista comenzó a editarse en Valladolid en 1945, pero posteriormente, en una segunda época, pasó a editarse en Palencia. Figuraba en la revista como periodista y continuaba ejerciendo como abogado en la década de 1950.
 Algunos de los colaboradores de la revista fueron: la abogada María Telo Núñez (1915-2014) o Félix González Fernández. En Valladolid, su impresión se hacía en Afrodisio Aguado; en Palencia, en los talleres de Máximo Merino Tomillo. En 1958, Carlos Alonso Sánchez continuaba siendo director de Astrea.
Su nombre aparece, con los de otras 117 personas, entre los asistentes al IV Congreso del Movimiento Europeo (1962). Así figura en la Declaración institucional de la Comisión Mixta del Congreso de los Diputados para la Unión Europea sobre el 50 aniversario del “Contubernio de Múnich”, adoptada por unanimidad el 21 de mayo de 2012.
El 2 de junio de 1965, el Gobierno de Euskadi en el exilio, desde su delegación de París, respondía a Carlos Alonso, director de la revista Astrea, que el 24 de enero intentaba constituir una Unión de Juristas españoles en el exilio. En esta carta se le incluía la primera circular de Durand y Closas de 1947. Igualmente se le incluía la circular de constitución de la sección española con la formación de la Mesa provisional.
Se sabe que en 1969, ya anciano, Carlos Alonso Sánchez vivía, pues denunció una agresión por la que se siguió juicio de faltas y se solicitó la comparecencia de sus herederos ante el juzgado de paz de la ciudad de Palencia.

## Obras
- El problema fundamental de España (breviario republicano): ensayos (Palencia: F. Marina, 1931). 176 p.
- Misión de la abogacía en la sociedad (Valencia: Congreso Nacional de Abogados, 1955). 35 p.